# Пошеманский, Михаил Борисович
Михаил Борисович Пошеманский (1897, Санкт-Петербург — 8 апреля 1938, Владивосток, Дальневосточный край) — советский военный и государственный деятель.

## Биография
Михаил Пошеманский родился в Санкт-Петербурге в семье домовладельца. В 1917 году вступил в в РСДРП.
Участник Гражданской войны. С 28 марта по 15 июля 1920 года военный комиссар 1-й Туркестанской стрелковой дивизии (Самара). Приказом командующего Туркестанским фронтом от 5.03.1922 освобождён от должности военкома 7-й кавалерийской бригады и откомандирован в распоряжение Политического управления РККА. В 1923 году был начальником политотдела 2-й Кавказской стрелковой дивизии.
Окончил Высшие академические курсы ВВС РККА.
В 1930—1932 годах работал начальником управления кадров ГУ ГВФ, одновременно с 1931 по 1932 год ответственный редактор журнала «Гражданская авиация».
В 1932—1936 годах — начальник треста сельскохозяйственной авиации. С 22 июня 1936 года — начальник Дальневосточного территориального управления Главного управления Северного морского пути при СНК СССР (Владивосток).
Арестован 5 марта 1937 года и выездной сессией Военной коллегии Верховного суда СССР в г. Владивосток 8 апреля 1938 года приговорён по ст. 58-1а-7-8-11 УК РСФСР к высшей мере наказания. Расстрелян в тот же день. Посмертно реабилитирован 28 июля 1956 года определением Верховного суда СССР.
Автор брошюры:
- Как советская авиация помогает колхозной деревне [Текст] / М. Пошеманский ; Обл.: худож. Марков. — Москва : Партиздат, 1934 (ф-ка книги «Кр. пролетарий»). — 28, [2] с., 2 с. объявл. : ил.; 23х15 см.

Жена — Пошеманская Вера Амбарцумовна (1902—1972),инженер-химик, сотрудник технического управления Минхимпрома. Сын — Пошеманский Юрий Михайлович (1922—1995), юрист, журналист, руководитель пресс-центра Минхимпрома; участник Великой Отечественной войны, автор воспоминаний:
- Солдаты Красной Пресни : [О 8-й Краснопресн. дивизии нар. ополчения] / Ю. М. Пошеманский. - Москва : Моск. рабочий, 1984. - 93 с. : 8 л. ил.; 20 см.

## Награды
- Орден Ленина (27.08.1933) — за «выдающиеся заслуги по организации и по подготовке кадров гражданского воздушного флота и по выполнению плана авиасева»